# 瑞典西方航空
瑞典西方航空（英語：West Air Sweden），營運以西大西洋航空名稱營運，是一家以瑞典馬爾默為基地的貨運航空公司，主要替聯邦快遞、DHL和聯合包裹服務營運貨運航班。此外並營運郵政航班來往歐洲各地。

## 機隊

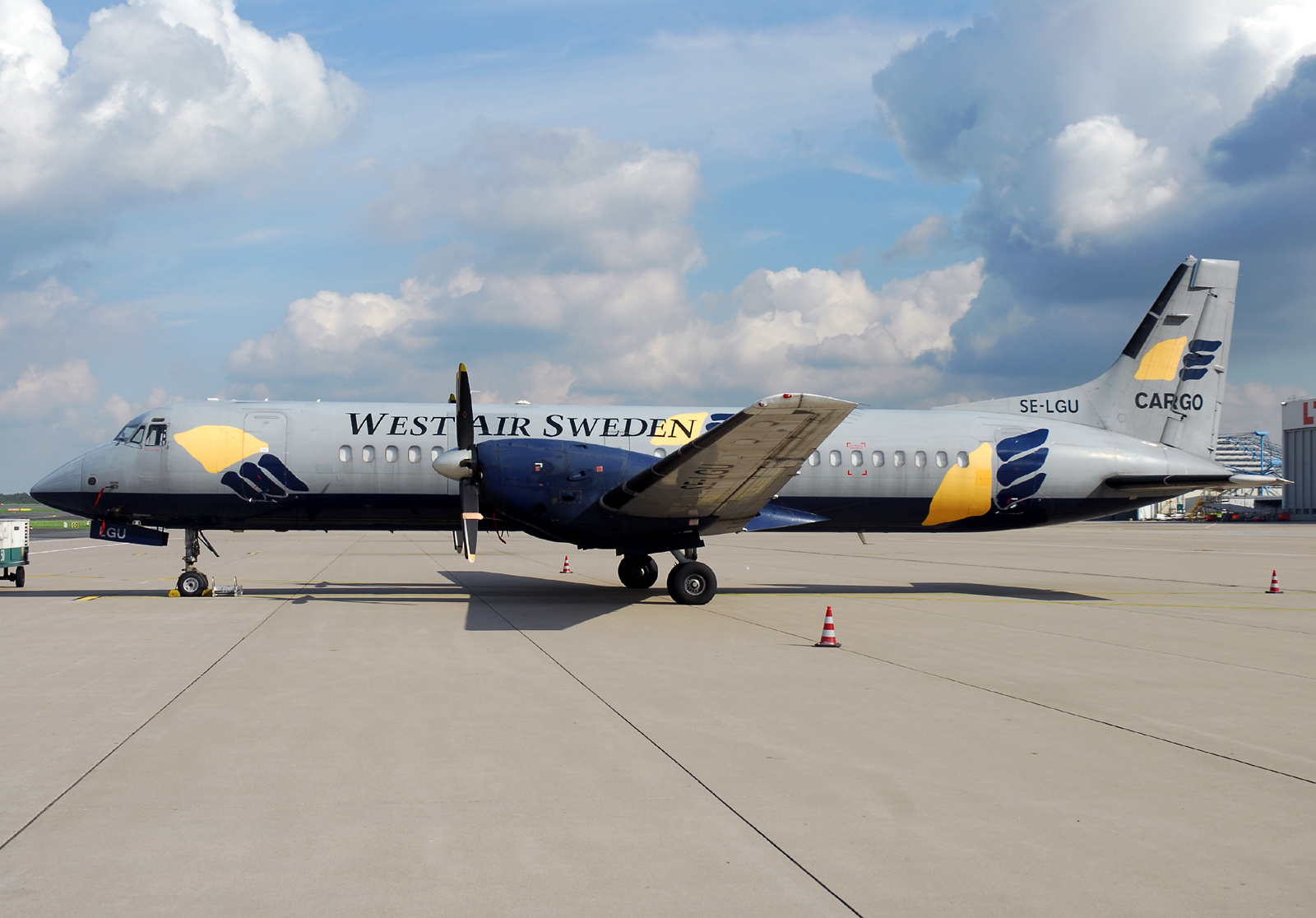
瑞典西方航空的BAe ATP

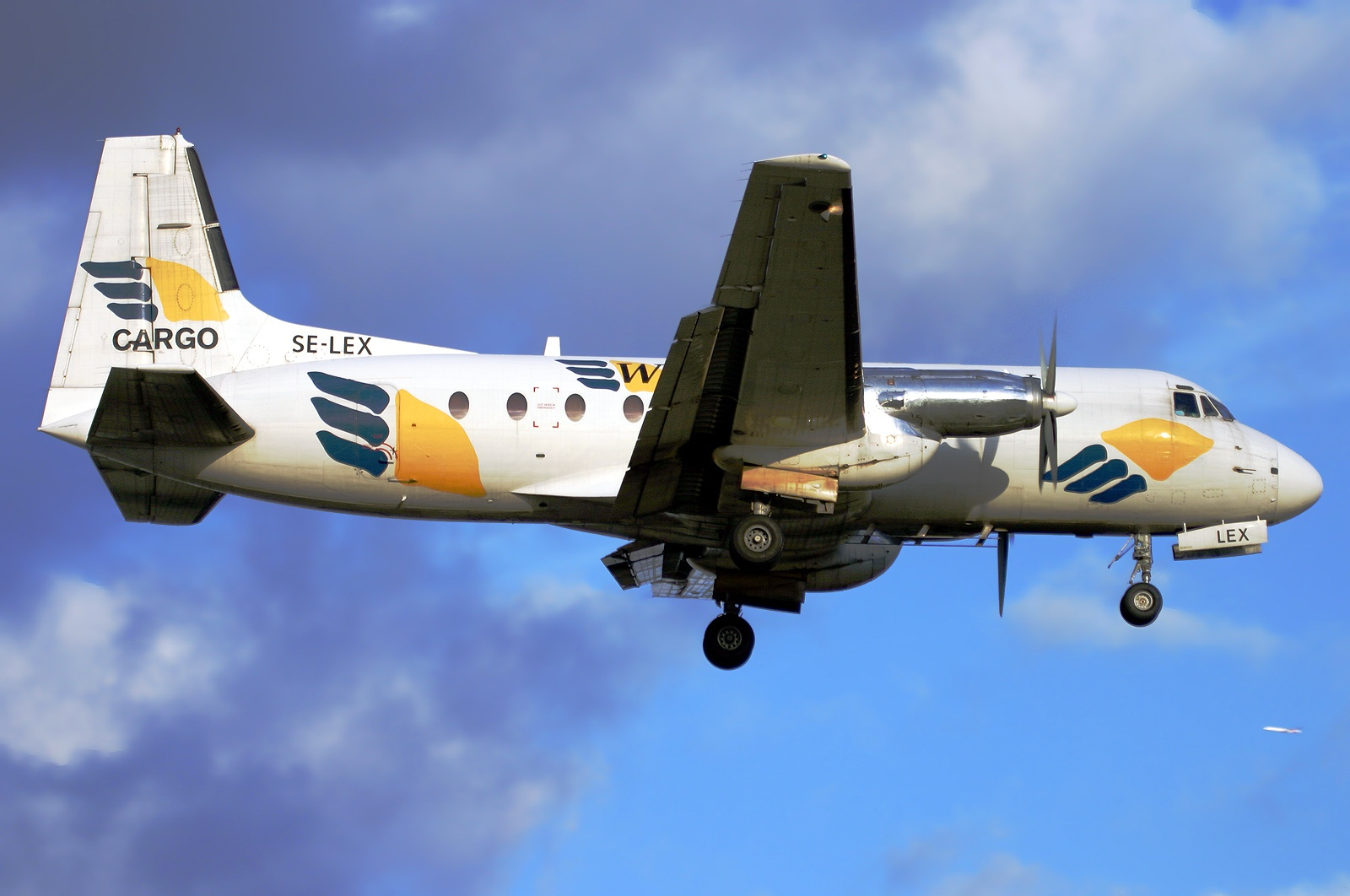
瑞典西方航空的HS 748

### 現役機隊
截至2024年2月，瑞典西方航空的機隊如下:
| 機型           | 服役中 |
| -------------- | ------ |
| 波音737-800BCF | 2      |
| 波音757-200    | 1      |
| 總計           | 3      |

### 退役機隊
瑞典西方航空曾營運以下機型：
- HS 748
- ATR 72
- BAe ATP
- 龐巴迪CRJ-200

## 意外
2016年1月8日，瑞典西方航空294号班机空难的龐巴迪CRJ-200飛機由奧斯陸加勒穆恩機場飛往特隆瑟機場期間在阿卡湖附近墜毀，機上兩名組員罹難。航班載有4.5噸的郵件。

## 外部連結
- 官方网站